# Clermont-d'Excideuil
Clermont-d'Excideuil (trong tiếng Occitan Clarmont d'Eissiduelh) là một xã của Pháp, nằm ở tỉnh Dordogne trong vùng Aquitaine của Pháp.

## Thông tin nhân khẩu
| Năm    | 1962 | 1968 | 1975 | 1982 | 1990 | 1999 | 2007 |
| ------ | ---- | ---- | ---- | ---- | ---- | ---- | ---- |
| Dân số | 301  | 289  | 253  | 255  | 255  | 253  | 270  |